# Galerie de paléontologie et d'anatomie comparée
De Galerie de paléontologie et d'anatomie comparée (Nederlands: Galerij der paleontologie en vergelijkende anatomie) is een onderdeel van het Franse Muséum national d'histoire naturelle. Het is gelegen in de Jardin des Plantes in Parijs, nabij het Gare d'Austerlitz.
De galerie werd ingehuldigd in 1898, als onderdeel van de Exposition Universelle van Parijs van 1900 en was de creatie van de hoogleraren Jean Albert Gaudry (hoogleraar paleontologie) en Georges Pouchet (hoogleraar vergelijkende anatomie) die wensten de collecties van groot historisch en wetenschappelijk belang te conserveren en te presenteren aan het publiek. De collecties kwamen voort uit de grote expedities van de reiziger-naturalisten van de 18e en 19e eeuw en van de Ménagerie (dierentuin) van de Jardin des Plantes.
De galerie van de paleontologie presenteert een beroemde collectie van fossiele gewervelde dieren (in het bijzonder dinosaurussen en andere uitgestorven dieren) en van ongewervelde dieren.
De galerie van de vergelijkende anatomie omvat bijna duizend skeletten en interpreteert hun organisatie en classificatie. Het opmerkelijke gebouw werd ontworpen door de architect Frederic Dutert en bestaat uit twee verdiepingen met een oppervlakte van ongeveer 2500 vierkante meter. De grootste galerie is opgebouwd uit steen en metaal met een lengte van bijna 80 meter en heeft versierde gevels voorzien van beeldhouwwerken geïnspireerd door natuurkenners en grote ramen die een zee van natuurlijk licht bieden.

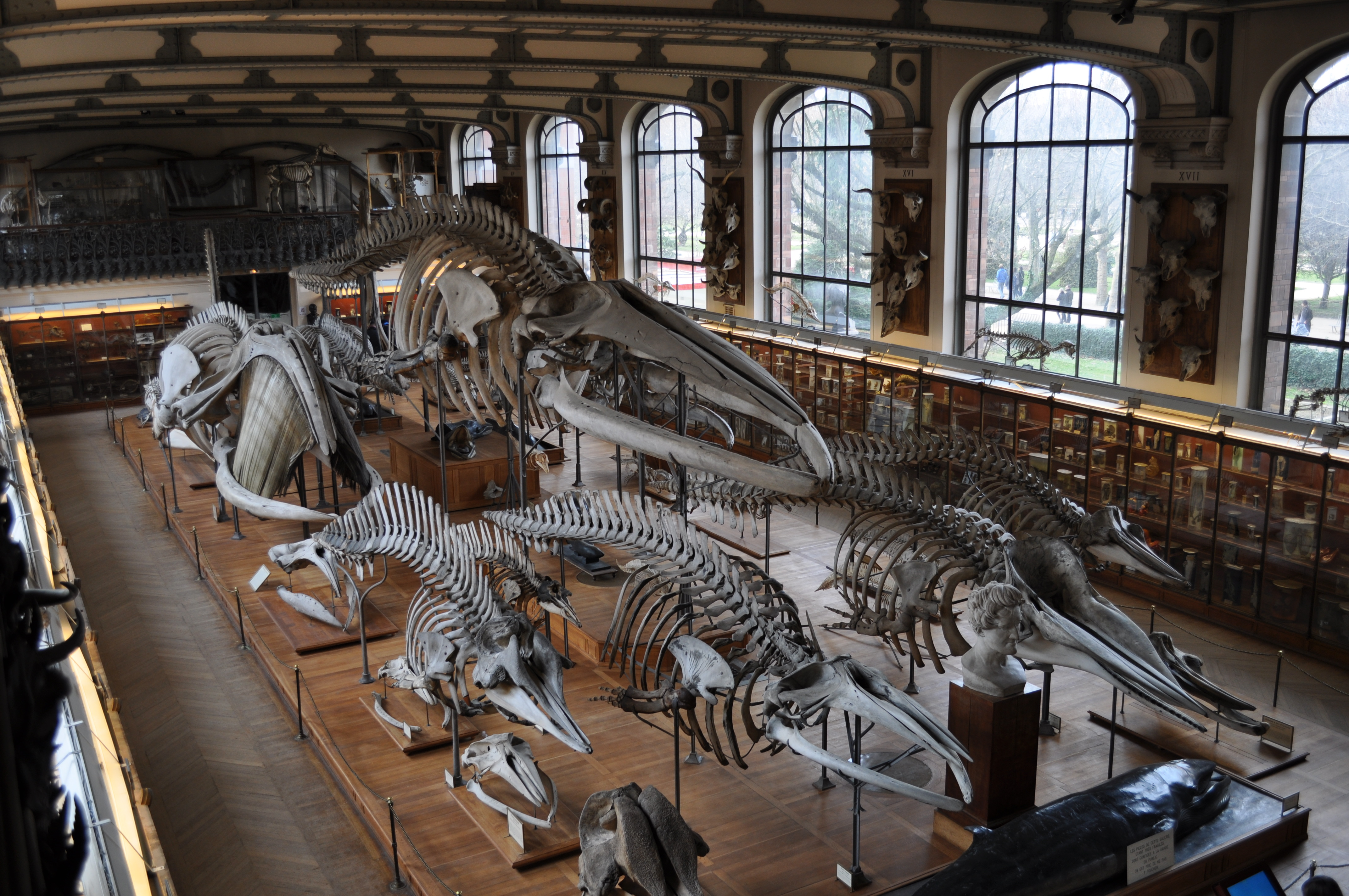
Helft van de galerie van de vergelijkende anatomie, eerste verdieping
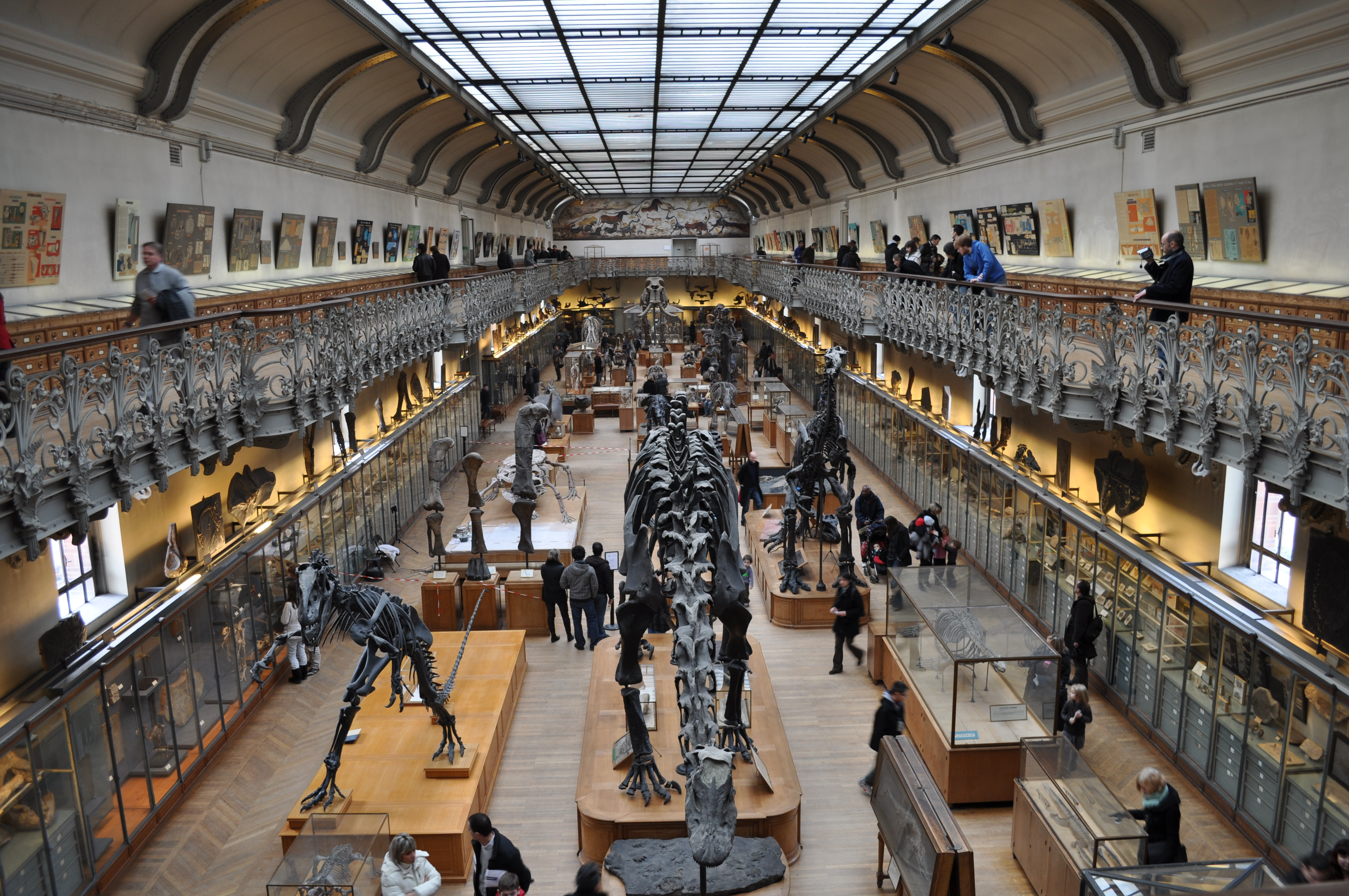
De galerie van de paleontologie, tweede verdieping
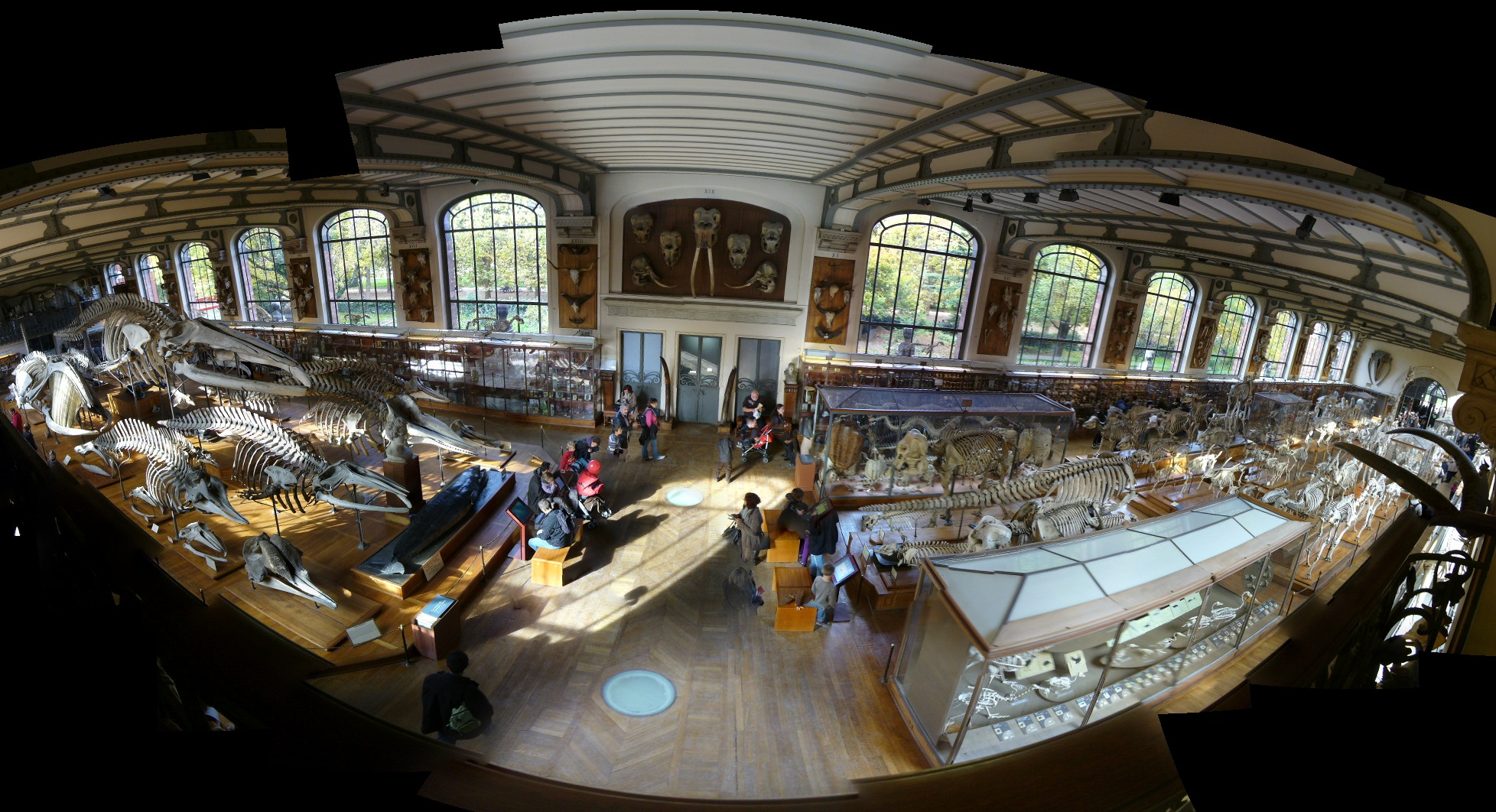
Panorama
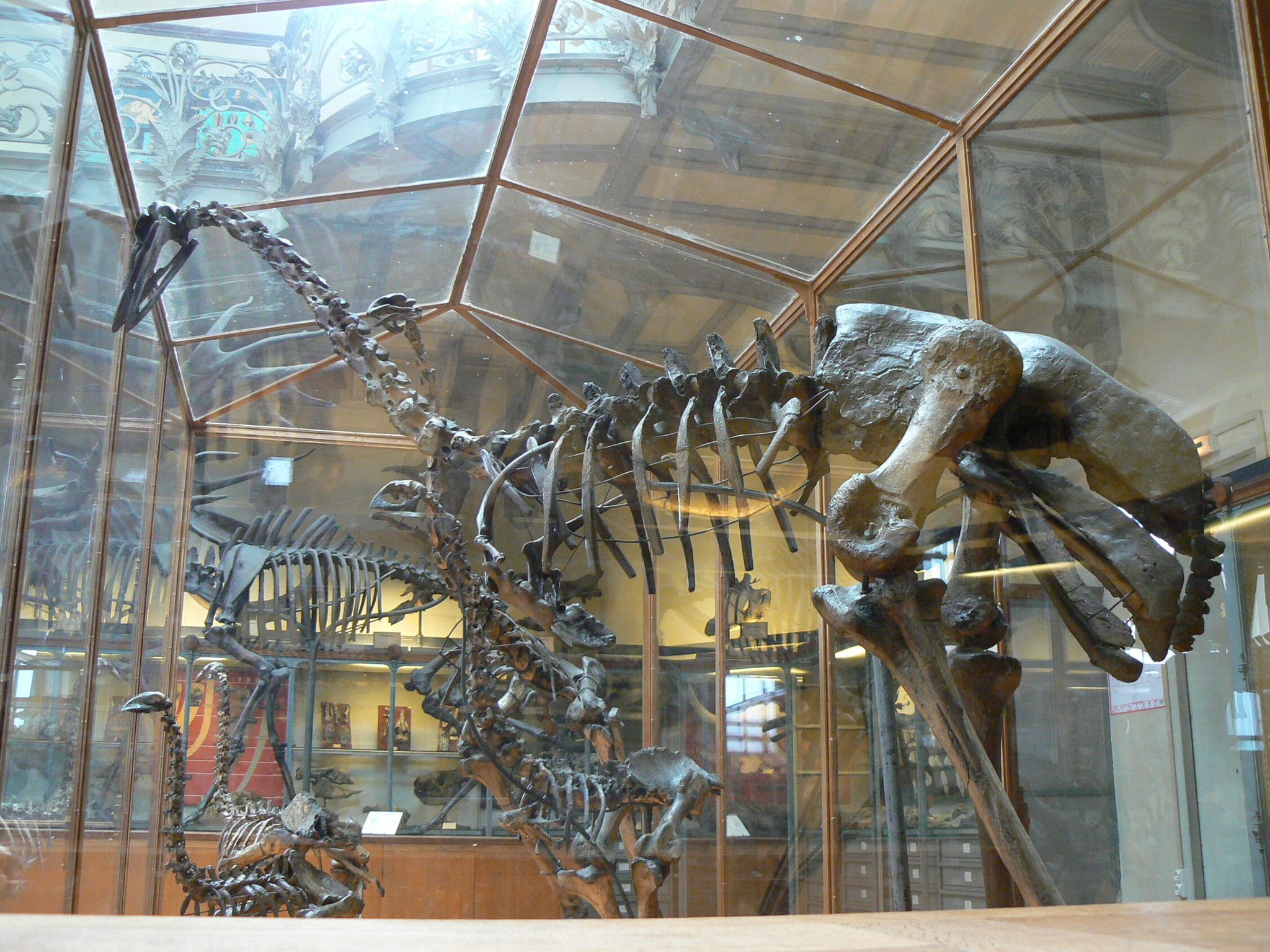
Aepyornis